# Martina Zitterbart
Martina Zitterbart (* 12. Mai 1963 in Karlsruhe) ist eine deutsche Informatikerin.

## Leben
Zitterbart ist die Tochter von Klaus und Brigitte Zitterbart, geborene Tischer. Sie besuchte bis 1982 das Gymnasium Neureut. Derzeit lebt sie in Karlsruhe. 

## Berufliche Laufbahn
Nach ihrem Studium war sie von 1987 bis 1995 wissenschaftliche Mitarbeiterin am  Institut für Telematik der Universität Karlsruhe, wo sie 1990 promoviert wurde. Sie war danach als Gastwissenschaftlerin am IBM Research – Zurich und in Folge von 1991 bis 1992 am Thomas J. Watson Research Center in New York tätig.
1994 hatte sie Gastprofessuren an der Otto-von-Guericke-Universität Magdeburg und an der Universität Mannheim. Von 1995 bis 2001 war sie Professorin an der Technischen Universität Braunschweig und ist seitdem Professorin für Informatik am Institut für Telematik des Karlsruher Instituts für Technologie (KIT). 
2003 war sie General Co-Chair der ACM SIGCOMM Konferenz, die in Karlsruhe ausgerichtet wurde.  
Von 2004 bis 2006 war sie Dekanin der Fakultät für Informatik am KIT. 2017 feierte sie 25-jähriges Dienstjubiläum am KIT.

## Wissenschaftliche Tätigkeit
In ihrer wissenschaftlichen Tätigkeit beschäftigt sie sich vorrangig mit Multimedia-Kommunikationssystemen, mobiler und ubiquitärer Kommunikation, ambient technologies und drahtlosen Sensornetzen. Sie ist Mitglied des IEEE, der ACM sowie der Deutschen Gesellschaft für Informatik. 
Außerdem ist sie Mitgründerin des interdisziplinären FairNet Research & Innovation Center (RIC) am KIT. Ziel des RICs ist die Erforschung von einfachen handhabbaren, transparenten und vertrauenswürdigen Wahlmöglichkeiten für Internet-Konsumenten aus einer Vielzahl werteorientierter Dienste.

## Ehrungen und Erfolge
- 1991: Bundesweit beste Arbeit im Bereich Kommunikation und Verteilte System der GI-Fachgruppe KuVS (Kommunikation und Verteilte Systeme)
- 1992: FZI-Preises für die beste Doktorarbeit in Informatik
- 2002: Alcatel SEL Forschungspreis für technische Kommunikation